# Fabiola Romero
Fabiola Romero es una comunicadora, presentadora de radio y televisión, actriz y cineasta venezolana. Comenzó su carrera como actriz a los 18 años de edad.

## Reseña biográfica

### Estudios
Graduada en Publicidad y Mercadeo y de la Academia Nacional de Ciencias y Artes del Cine y la Televisión en Caracas, Venezuela.
En Estados Unidos curso estudios de Filming Production Technology en Miami Dade College.
Se graduó del Programa Ejecutivo Jim Moran en Florida International University.

### Comienzos
En 1996 llega a Estados Unidos, estableciéndose con mucho esfuerzo en la ciudad de Miami. Comenzó trabajando para Christian Coalition Against Domestic Violence, organización que prestaba ayuda a las víctimas de violencia intrafamiliar. Pronto incursionó en los medios impresos, llegando a tener su propia publicación Nuestra Gente periódico con una línea comunitaria e inspiracional distribuido en el Gran Miami. En 2010 se convierte en una personalidad radial por su trabajo en La Nueva 88.3FM. Desde la plataforma de la radio local y de su programa Nuestra Gente TV, desarrolla una importante labor comunitaria diseñando campañas y programas de ayuda para las personas más necesitadas en alianza con otras organizaciones.

### Carrera profesional y docente
Su carrera como actriz se desarrolló en teatro, televisión y cine, participando en más de diez telenovelas y series de televisión.
Al graduarse en Publicidad y Mercadeo asumió la Gerencia de Prensa del Teatro Nacional Juvenil de Venezuela, fundado por su hermana Pilar Romero, iniciando los núcleos de Baruta y Chacao. 
También se desempeñó como docente en las áreas de Producción de Televisión, Expresión Escrita y Dirección de Ventas en distintos Institutos Universitarios.

### Estados Unidos
En 1999, ya en Estados Unidos,  entra a formar parte del equipo de productores y locutores de CVC La Voz. Durante catorce años diseñó programación infantil y juvenil, creando distintos formatos de programas que han sido transmitidos por más de diez años. Como locutora, condujo los programas: En Compañía, ¡Qué nota!, Siempre Contigo y Nuestro Mundo y su Gente, dentro de la programación de esta estación satelital de programación radial, transmitiendo para más de 23 países y 400 emisoras afiliadas. 
En CVC también creó, junto a Norton Rodríguez, la plataforma de contenido audiovisual "YesHEis" para la cual escribió, dirigió y produjo más de 30 cortometrajes.
Trabajó como reportera de noticias y en la redacción del Noticiero "Guía Latina" Transmitido por Weys TV.
Ha producido distintos programas de televisión para varias personalidades del Sur de Florida. También produjo y condujo su propio show de televisión titulado : "Nuestra Gente TV".
En 2012 ingresa a La Nueva 88.3 FM en el programa matutino Buenos días familia. Un año después, su interés por las causas sociales le llevaron a crear el espacio La Nueva y su Comunidad. También en La Nueva FM ha producido y presentado el programa Fabiola Contigo, espacio ganador del Premio Águila 2015 como mejor radio revista.

### Cine  y televisión
Como cineasta, comenzó trabajando con The God of Moses Entertainment participando como productora en las películas Amor violento, Hidden Rage y 2011 estableció junto a su esposo Narrow Gate Productions. Ya en 2014 estrenan en Miami el largometraje "Street Urchins.
En 2018 Produjo y dirigió el documental "Venezuela 60D".
En 2020 en coproducción con JM Films, realizó la comedia familiar "Los Roommates" y en 2021 la Serie para web "La Casa Modelo", una comedia que refuerza y promueve los valores familiares entre la comunidad hispana.
En 2023 protagoniza el cortometraje "Demasiado Peligroso", un guion de Martin Hahn junto al actor Gonzalo Cubero.
COMO EDUCADORA
En el 2016, junto con Raúl Forero, funda Art & Com, una academia que genera, capacita y forma comunicadores integrales para la transformación local y cultural.
Desde 2022 se desempeña como instructora en Miami Media School.
Con su libro "Activa el Poder de la comunicación" dicta conferencias y brinda talleres de capacitación para comunicadores.
```
CONTRIBUCIONES
```

Es fundadora de Creative & Focus Films, una organización sin ánimo de lucro que realiza películas, documentales y videos con la finalidad de ayudar a otras organizaciones que rescatan niños de situaciones de riesgo. Esta fundación también brinda la oportunidad a jóvenes de familias de bajos recursos de capacitarse en las áreas de producción de cine y video.

## Premios y reconocimientos
•Mejor programa Radio revista (Premios Águila, 2015)
• 'Mejor locutora de Radio (Premio Águila 2016)
•  Premio "Visión y Excelencia" otorgado por Comunidades en Acción (2015)
•  INSJ Miami Media Award 2018 al periodismo con impacto social
•  Mejor Locutora de Radio (Premio Águila 2022)
•. Premio MujerEva en la Categoría de Impacto Social
•  Reconocimiento Especial del Congreso de Estados Unidos por su labor en las comunidades del Sur de Florida (2023)